# Elijah Hall
Elijah Hall-Thompson (Katy, 22 agosto 1994) è un velocista statunitense, detentore del record nord-centroamericano e caraibico dei 200 metri piani indoor con la seconda prestazione di sempre.

## Palmarès
| Anno | Manifestazione | Sede   | Evento  | Risultato | Prestazione | Note                                     |
| ---- | -------------- | ------ | ------- | --------- | ----------- | ---------------------------------------- |
| 2022 | Mondiali       | Eugene | 4×100 m | Argento   | 37"55       | Miglior prestazione personale stagionale |